# Horst Hunger (Jurist)
Franz Horst Hunger (* 4. Mai 1902 in Marienberg; † 1986 in Kassel) war ein deutscher Ministerialbeamter und Bundesrichter.

## Leben
Hunger besuchte in seiner Heimatstadt die Bürgerschule und die Oberrealschule. Als guter Schüler ging er nach dem Abitur an die Christian-Albrechts-Universität zu Kiel. 1922 wurde er im Corps Saxonia Kiel recipiert. Als Inaktiver wechselte er an die Universität Leipzig. An der hochangesehenen juristischen Fakultät bestand er das Referendarexamen mit der Note „2 plus“, das Gerichtsassessorexamen mit „gut“. Während seines knapp zweijährigen Dienstes an Amtsgerichten wurden ihm – als Assessor – auch schwierige Prozesse anvertraut. Zum 1. Juli 1930 wurde er als juristischer Hilfsarbeiter zum Reichsversicherungsamt abgeordnet. Die 1930 mit dem Kollegen Joachim Raack geschlossene Freundschaft hielt bis zu Hungers Tod. Da er am Reichsversicherungsamt nicht bleiben konnte, kehrte er als Amtsgerichtsrat in den sächsischen Justizdienst zurück. Nach wenigen Monaten wurde er – was eine Auszeichnung war – als wissenschaftlicher Hilfsarbeiter in das Sächsische Justizministerium abgeordnet. Im Mai 1934 wurde er zum Regierungsrat und Ständigen Mitglied des RVA ernannt. Als Beförderungsstelle mit höherem Rang als die sonstigen Regierungsräte führte sie bald zur Dienstbezeichnung Oberregierungsrat.

### Wehrmacht
Da er seit 1935 an mehreren Wehrübungen teilgenommen hatte, wurde Hunger im Dezember 1939 als Feldwebel der Reserve zum Heer eingezogen. Als Geschützführer machte er im Mai 1940 den Durchbruch durch die Maginot-Linie mit. Dafür erhielt er das (noch selten verliehene) Eiserne Kreuz 2. Klasse. Im Oktober 1940 zum Leutnant befördert, wurde er zunächst in Dänemark unter deutscher Besatzung verwendet. Im Beruf war er inzwischen zum Regierungsdirektor befördert worden. Seit November 1941 – „in dem schrecklichen russischen Winter“ – war er im Raum Leningrad an der Ostfront im Einsatz. Als Oberleutnant erhielt er das Eiserne Kreuz 1. Klasse. 1943 wurde er zum Hauptmann  befördert und zum Chef einer Infanterie-Geschützkompanie ernannt. Erst im April 1944 wurde er als zu alt für weiteren Fronteinsatz befunden und in die Laufbahn des Kriegsrichters überführt. Er gehörte nicht zu denen, die Köpfe rollen ließen. Er brachte es fertig, einen keineswegs zurechnungsunfähigen bayerischen Obergefreiten, der Adolf Hitler einen Bluthund genannt hatte, freizusprechen und seinen Gerichtsherrn, einen General, von der Richtigkeit dieser Entscheidung zu überzeugen. Nicht unbekannt blieb diese „Intelligenz- und Mutleistung ohnegleichen“ (Raack) auch Heinrich Himmler. Den wohl tödlichen Ausgang seiner Ermittlungen verhinderten hinhaltendes Verfahren wohlwollender Vorgesetzter und das Kriegsende.

### Lagerhaft
Im Mai 1945 in Bayern aus der Wehrmacht entlassen, begab er sich guten Gewissens nach Hohnstein. Dorthin war seine Familie evakuiert worden. Überrascht wurde er von der Übergabe Sachsens von der United States Army an die Rote Armee. Im September 1945 von den Russen festgenommen, verbrachte er zehn Jahre im Speziallager Mühlberg, im  Speziallager Buchenwald, im Zuchthaus Bautzen und im Zuchthaus Waldheim. In einem der vielen Waldheimer Prozesse wurde er zum Tode verurteilt. Nur durch Beziehung zu einer einflussreichen Person in der Sowjetischen Besatzungszone konnte die Vollstreckung verhindert und die „Begnadigung“ zu lebenslangem Zuchthaus erreicht werden. Anders als viele Kollegen und Verurteilte überlebte er die 10 Haftjahre, unterernährt, frierend und zeitweilig lungenkrank bei schlechter ärztlicher Versorgung. Fortdauernde Schikane und Demütigungen sollten den nicht umgebrachten Häftlingen wenigstens das moralische Rückgrat brechen.

### Bundessozialgericht
Schließlich entlassen, übersiedelte er nach Westdeutschland. Nach 15-jähriger Unterbrechung seines Richterlebens wurde er beim Bundessozialgericht als Vorberichterstatter im Angestelltenverhältnis eingestellt. Unter Assessoren und viel jüngeren Bundesrichtern war diese Stellung demütigend. „Die zehnjährige Lagerhaft hatte Hunger nicht gebrochen; aber sein Selbstbewusstsein, seine ausgeprägte Sicherheit, die Ausstrahlung und Führungsbegabung, die insbesondere seine in Anbetracht seines vorgeschrittenen Alters ganz erstaunliche militärische Karriere ermöglicht hatten, waren kaum noch zu spüren.“ Dass er 1957 vom Richterwahlausschuss zum Bundesrichter im Bundessozialgericht gewählt wurde, beweist seine völlige Rehabilitierung. Eine Neigung zur Hypochondrie trat deutlich zutage. Wohl auch verbittert über sein und seiner Familie hartes Schicksal, war er – anders als früher – missmutig, gehemmt, fast menschenscheu. Allenthalben machte er sich klein und unauffällig; seine richterlichen Leistungen fanden aber uneingeschränkte Anerkennung, so auch bei Kurt Brackmann im Präsidium des Bundessozialgerichts. Dass er seine Kräfte in größter Ausschließlichkeit dem Dienst widmen konnte, ermöglichte allein seine Frau. Als er mit 68 Jahren in den Ruhestand versetzt wurde, erhielt er vom Bundespräsidenten Gustav Heinemann das Große Bundesverdienstkreuz. Er starb kurz vor seinem 84. Geburtstag.
Hunger ist im erstmals 1965 erschienenen Braunbuch der DDR aufgeführt.